# باتريشيا بريدن
باتريشيا بريدن (بالإنجليزية: Patricia Bredin)‏ (14 فبراير 1935، كينغستون أبون هال في المملكة المتحدة)؛ مغنية، ممثلة، كاتِبة وروائية بريطانية.

## روابط خارجية
- باتريشيا بريدن على موقع IMDb (الإنجليزية)
- باتريشيا بريدن على موقع روتن توميتوز (الإنجليزية)
- باتريشيا بريدن على موقع ميوزك برينز (الإنجليزية)
- باتريشيا بريدن على موقع ميوزك برينز (الإنجليزية)
- باتريشيا بريدن على موقع أول موفي (الإنجليزية)
- باتريشيا بريدن على موقع قاعدة بيانات برودواي على الإنترنت (الإنجليزية)
- باتريشيا بريدن على موقع أول ميوزيك (الإنجليزية)
- باتريشيا بريدن على موقع أول ميوزيك (الإنجليزية)
- باتريشيا بريدن على موقع أول ميوزيك (الإنجليزية)
- باتريشيا بريدن على موقع ديسكوغز (الإنجليزية)